# Anepsion japonicum
Anepsion japonicum är en spindelart som beskrevs av Takeo Yaginuma 1962. Anepsion japonicum ingår i släktet Anepsion och familjen hjulspindlar. Inga underarter finns listade i Catalogue of Life.